# Gabriele Meinel

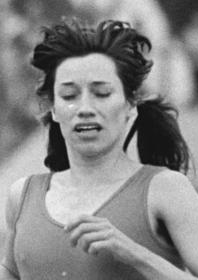
Gabriele Meinel beim Gewinn der DDR-Meisterschaft über 3000 Meter 1983

Gabriele Meinel (in erster Ehe Lehmann, in zweiter Ehe Veith; * 24. Oktober 1956 in Guteborn) ist eine ehemalige deutsche Mittel- und Langstreckenläuferin, die für die DDR startete.
1977 wurde sie DDR-Hallenmeisterin über 1500 m. Im Freien wurde sie 1977, 1978 sowie 1983 DDR-Meisterin über 3000 Meter und 1983 bei ihrem einzigen Start über die 42,195-Kilometer-Distanz DDR-Meisterin im Marathon. Im Crosslauf errang sie 1978 und 1983 auf der Kurzstrecke und 1986 auf der Langstrecke den nationalen Titel.
Bei den Europameisterschaften 1986 in Stuttgart belegte sei über 10.000 Meter den 13. Platz.
Gabriele Meinel startete für den SC Cottbus.

## Persönliche Bestzeiten
- 800 m: 2:02,0 min, 27. Mai 1978, Erfurt
- 1500 m: 4:03,1 min, 28. Mai 1978, Erfurt
- 3000 m: 8:50,68 min, 27. Juni 1986, Jena
  - Halle: 8:47,00 min, 8. März 1986, Tokio
- 5000 m: 15:21,90 min, 8. Juli 1986 Moskau
- 10.000 m: 32:17,22 min, 30. August 1986, Stuttgart
- Marathon: 2:41:30 h, 3. September 1983, Eisenhüttenstadt